# Sindromul ochiului uscat
Sindromul ochiului uscat, cunoscut și sub numele de keratoconjunctivită sicca, este o afecțiune caracterizată prin uscarea ochilor. Simptomele includ uscăciune oculară, iritație, înroșire, secreții, vedere încețoșată și oboseală oculară ușoară. Severitatea simptomelor poate varia de la ușoară și ocazională la severă și continuă. Sindromul ochiului uscat poate duce la vedere încețoșată, instabilitate a filmului lacrimal, creșterea riscului de deteriorare a suprafeței oculare, cum ar fi cicatrizarea corneei, și modificări la nivelul ochiului, inclusiv ale sistemului neurosenzorial.
Ochiul uscat apare atunci când ochiul nu produce suficiente lacrimi sau când lacrimile se evaporă prea rapid. Aceasta poate fi cauzată de vârstă, utilizarea lentilelor de contact, disfuncția glandei Meibomius, sarcină, sindromul Sjögren, deficit de vitamina A, deficit de acizi grași omega-3, operația LASIK și anumite medicamente, cum ar fi antihistaminicele, unele medicamente pentru tensiune arterială, terapia hormonală de substituție și antidepresivele. Conjunctivita cronică, cauzată de expunerea la fum de țigară sau infecție, poate de asemenea să ducă la această afecțiune. Diagnosticul se bazează în principal pe simptome, deși pot fi utilizate și alte teste. Sindromul ochiului uscat poate face imposibilă purtarea lentilelor de contact în unele cazuri.
Tratamentul depinde de cauza subiacentă. Lacrimile artificiale sunt de obicei primul pas în tratament. Ochelarii înveliți care se potrivesc bine pe față pot reduce evaporarea lacrimilor. Analizarea cu atenție a medicamentelor pe care o persoană le ia și, dacă este sigur, modificarea acestora poate de asemenea îmbunătăți simptomele, dacă medicamentele sunt cauza. Pot fi sugerate unele medicamente topice pentru a ajuta la tratarea afecțiunii. Ciclosporina imunosupresoare poate fi recomandată pentru a crește producția de lacrimi, iar corticosteroizii topici pot fi de asemenea utili pe termen scurt pentru a reduce inflamația. Un alt tratament care este uneori sugerat sunt dopurile lacrimale, care previn scurgerea lacrimilor de pe suprafața ochiului.
Sindromul ochiului uscat este o afecțiune oculară frecventă. Afectează între 5 și 34% din populație, în funcție de populația studiată. La persoanele în vârstă, afectează până la 70%. În China, afectează aproximativ 17% din populație. Fraza „keratoconjunctivitis sicca” înseamnă „uscarea corneei și conjunctivei” în latină.

## Semne și simptome
Simptomele tipice ale sindromului ochiului uscat includ uscăciune, arsură și o iritație oculară ca de nisip care se înrăutățește pe parcursul zilei. Simptomele pot fi descrise și ca ochi cu senzații de mâncărimi, înțepători sau obosiți. Alte simptome sunt durerea, înroșirea, senzația de tragere și presiunea în spatele ochiului. Poate exista senzația că ceva, cum ar fi un fir de praf, este în ochi. Deteriorarea rezultantă a suprafeței ochiului crește disconfortul și sensibilitatea la lumina puternică. De obicei, ambii ochi sunt afectați.
De asemenea, poate apărea o secreție lipicioasă din ochi. Deși poate părea contradictoriu, ochiul uscat poate cauza lăcrimarea din cauza iritației. Se poate experimenta o lăcrimare excesivă, ca și cum ar fi intrat ceva în ochi. Aceste lacrimi reflexe nu vor îmbunătăți neapărat senzația de uscăciune, deoarece sunt lacrimi apoase produse ca răspuns la leziuni, iritații sau emoții, care nu au proprietățile lubrifiante necesare pentru a preveni ochiul uscat.
Deoarece clipirea acoperă ochiul cu lacrimi, simptomele sunt agravate de activitățile în care frecvența clipitului este redusă din cauza utilizării prelungite a ochilor. Aceste activități includ cititul prelungit, utilizarea computerului (sindromul privitului la calculator), condusul sau vizionarea la televizor. Simptomele cresc în zonele cu vânt, praf sau fum (inclusiv fum de țigară), în medii uscate la altitudini mari, inclusiv în avioane, în zile cu umiditate scăzută și în zone unde se utilizează un aparat de aer condiționat (în special într-o mașină), ventilator, încălzitor sau chiar un uscător de păr. Simptomele se reduc pe vreme răcoroasă, ploioasă sau cețoasă și în locuri umede, cum ar fi la duș.
Majoritatea persoanelor care suferă de ochi uscat experimentează o iritație ușoară fără efecte pe termen lung. Cu toate acestea, dacă afecțiunea nu este tratată sau devine severă, poate produce complicații care pot cauza deteriorarea ochiului, instabilitatea filmului lacrimal, modificări neurosenzoriale, vedere afectată sau (rar) pierderea vederii.

## Cauze
Orice anormalitate a unuia dintre cele trei straturi ale lacrimilor produce un film lacrimal instabil, rezultând în simptome de ochi uscați.

### Evaporare crescută
Cea mai frecventă cauză a ochiului uscat este evaporarea crescută a filmului lacrimal, de obicei ca rezultat al disfuncției glandelor Meibomius (DGM). Glandele Meibomius sunt două seturi de glande sebacee care delimitează pleoapele superioare și inferioare și secretă stratul exterior uleios al filmului lacrimal - stratul lipidic. Aceste glande se înfundă adesea din cauza inflamației cauzate de blefarită și/sau rozacee, prevenind o distribuție uniformă a uleiului. Rezultatul este un strat lipidic instabil care duce la o evaporare crescută a filmului lacrimal.
În cazurile severe de DGM, glandele Meibomius pot atrofia și înceta complet producția de ulei.

### Umiditate scăzută
Umiditatea scăzută poate cauza sindromul ochiului uscat.

### Scăderea producției de lacrimi
Keratoconjunctivita uscată poate fi cauzată de o producție inadecvată de lacrimi din cauza hiposecreției lacrimale. Stratul apos al lacrimilor este afectat, rezultând în deficit de lacrimi apoase (DLA). Glanda lacrimală nu produce suficiente lacrimi pentru a menține întreaga conjunctivă și cornee acoperite de un strat complet. Acest lucru apare de obicei la persoanele sănătoase. Vârsta înaintată este asociată cu scăderea lacrimilor. Acesta este cel mai frecvent tip găsit la femeile aflate în postmenopauză.
În multe cazuri, ochiul uscat cu deficit apos nu are o cauză evidentă (idiopatic). Alte cauze includ alacrimia congenitală, xeroftalmia, ablația glandei lacrimale și denervarea senzorială. În cazuri rare, poate fi un simptom al bolilor vasculare de colagen, inclusiv policondrita recurentă, artrita reumatoidă, granulomatoza cu poliangeită și lupus eritematos sistemic. Sindromul Sjögren și alte boli autoimune sunt asociate cu deficitul de lacrimi apos. Medicamente precum isotretinoina, sedativele, diureticele, antidepresivele triciclice, antihipertensivele, contraceptivele orale, antihistaminicele, decongestionantele nazale, beta-blocantele, fenotiazinele, atropina și opiaceele analgezice, cum ar fi morfina, pot cauza sau agrava această afecțiune. Infiltrarea glandelor lacrimale cu sarcoidoză sau tumori sau fibroza postradiere a glandelor lacrimale poate de asemenea cauza această afecțiune. Recent, s-a acordat atenție compoziției lacrimilor la indivizii normali sau cu ochi uscat. Numai o mică fracțiune din cele aproximativ 1543 de proteine estimate din lacrimi sunt deficiente sau suprareglate în mod diferențial în ochiul uscat, unul dintre acestea fiind lacritina. Lacritina topică promovează lăcrimarea în studiile preclinice la iepure. De asemenea, tratamentul topic al ochilor șoarecilor cu ochi uscat (modelul de șoarece knockout Aire pentru ochi uscat) a restaurat lăcrimarea și a suprimat atât colorarea corneei, cât și dimensiunea focarelor inflamatorii în glandele lacrimale.

### Cauze suplimentare
Timpul excesiv petrecut în fața ecranelor computerelor, smartphone-urilor, tabletelor sau altor dispozitive digitale poate cauza uscarea ochilor. „Oamenii clipesc în mod normal de aproximativ 15 ori într-un minut. Cu toate acestea, studiile arată că clipim doar de aproximativ 5 până la 7 ori pe minut în timp ce folosim computere și alte dispozitive cu ecran digital. Clipirea este modul în care ochiul obține umiditatea de care are nevoie la suprafață.”
Îmbătrânirea este una dintre cele mai comune cauze ale ochilor uscați, deoarece producția de lacrimi scade odată cu vârsta. Mai multe clase de medicamente (atât cu prescripție medicală, cât și fără) au fost presupuse ca fiind o cauză majoră a ochiului uscat, în special la vârstnici. În special, medicamentele anticolinergice care cauzează și uscăciunea gurii se crede că promovează ochi uscați. Ochiul uscat poate fi cauzat și de arsuri termice sau chimice sau (în cazurile epidemice) de adenovirusuri. Un număr de studii au constatat că persoanele cu diabet au un risc crescut pentru această afecțiune.
Aproximativ jumătate dintre toate persoanele care poartă lentile de contact se plâng de ochi uscați. Există două conexiuni potențiale între utilizarea lentilelor de contact și ochii uscați. În mod tradițional, s-a crezut că lentilele de contact moi, care plutesc pe filmul lacrimal care acoperă corneea, absorb lacrimile din ochi. Conexiunea dintre pierderea sensibilității nervoase și producția de lacrimi este, de asemenea, subiect de cercetare actuală.
Sindromul ochiului uscat apare sau se înrăutățește și după LASIK și alte intervenții chirurgicale refractive, în care nervii corneeni care stimulează secreția lacrimală  sunt tăiați în timpul creării unui flap corneal. Ochiul uscat cauzat de aceste proceduri de obicei se rezolvă după câteva luni, dar poate fi permanent. Persoanele care se gândesc la o intervenție chirurgicală refractivă ar trebui să ia în considerare acest lucru.
O leziune oculară sau altă problemă cu ochii sau pleoapele, cum ar fi ochii ieșiți în afară sau pleoapa căzută, poate cauza keratoconjunctivita sicca. Tulburările pleoapelor pot afecta mișcarea complexă de clipire necesară pentru răspândirea lacrimilor.
Anomaliile stratului mucin al lacrimilor cauzate de deficitul de vitamina A, trahom, keratoconjunctivita difterică, tulburări cutaneomucoase și anumite medicamente topice sunt, de asemenea, cauze ale keratoconjunctivitei sicca.
Persoanele cu keratoconjunctivită sicca au niveluri crescute de factor de creștere nervoasă lacrimal (NGF). Este posibil ca acest NGF de la suprafața oculară să joace un rol important în inflamația suprafeței oculare asociată cu sindromul ochiului uscat.

## Fiziopatologia
Având ochi uscați pentru o perioadă poate duce la abraziuni mici pe suprafața ochilor. În cazurile avansate, țesutul epitelial suferă modificări patologice, și anume metaplazia scuamoasă și pierderea celulelor caliciforme. Unele cazuri severe duc la îngroșarea suprafeței corneei, eroziune corneeană, keratopatie punctiformă, defecte epiteliale, ulcer corneean (steril și infectat), neovascularizare corneeană, cicatrizare corneeană, subțierea corneei și chiar perforație corneeană.
Un alt factor contributiv poate fi deficitul de monomer de lacritină. Monomerul de lacritină, forma activă a lacritinei, este scăzut selectiv în ochiul uscat cu deficit apos, ochiul uscat din sindromul Sjögren ochiul uscat legat de lentilele de contact și în blefarită. Microbiomul suprafeței oculare, compus dintr-o comunitate diversă de microorganisme, a fost implicat în patogeneza sindromului ochiului uscat, influențând potențial inflamația și homeostazia suprafeței oculare.

## Diagnostic
Evaluarea simptomelor este o componentă cheie a diagnosticului ochiului uscat - până la punctul în care mulți cred că sindromul ochiului uscat este o boală bazată pe simptome. S-au dezvoltat mai multe chestionare pentru a determina un scor care să permită un diagnostic. Chestionarul McMonnies & Ho pentru ochi uscat este adesea folosit în studiile clinice ale ochilor uscați.
Unele teste permit clasificarea pacienților în una din cele două categorii, „cu deficit apos” sau „hiperevaporativ”. Ghidurile de diagnostic au fost publicate în 2007 de Dry Eye Workshop. Se poate efectua o examinare cu lampa cu fante pentru a diagnostica ochii uscați și pentru a documenta orice deteriorare a ochiului. La realizarea acestui test, medicul examinează marginea pleoapei.
Un test Schirmer poate măsura cantitatea de umiditate care îmbăie ochiul. Acest test este util pentru determinarea severității afecțiunii. Se efectuează un test Schirmer de cinci minute cu și fără anestezie, utilizând o hârtie de filtru Whatman #41 de 5 mm lățime și 35 mm lungime. Pentru acest test, umezirea sub 5 mm cu sau fără anestezie este considerată diagnostică pentru ochii uscați.
Dacă rezultatele testului Schirmer sunt anormale, se poate efectua un test Schirmer II pentru a măsura secreția reflexă. În acest test, mucoasa nazală este iritată cu un aplicator de bumbac, după care producția de lacrimi este măsurată cu o hârtie de filtru Whatman #41. Pentru acest test, o umezire sub 15 mm după cinci minute este considerată anormală.
Un test timp de rupere a lacrimilor (TBUT) măsoară timpul necesar lacrimilor să se descompună în ochi. Timpul de rupere a lacrimilor poate fi determinat după plasarea unei picături de fluoresceină în cul-de-sac.
Un test de analiză a proteinelor lacrimale măsoară lizozimul conținut în lacrimi. În lacrimi, lizozimul reprezintă aproximativ 20 până la 40% din conținutul total de proteine.
Un test de analiză a lactoferinei oferă o bună corelație cu alte teste.
Prezența moleculei recent descrise Ap4A, care apare în mod natural în lacrimi, este anormal de ridicată în diferite stări de uscăciune oculară. Această moleculă poate fi cuantificată biochimic simplu prin prelevarea unui eșantion de lacrimi cu un test Schirmer simplu. Utilizând această tehnică, este posibil să se determine concentrațiile de Ap4A în lacrimile pacienților și astfel să se diagnosticheze obiectiv dacă eșantioanele sunt indicative pentru sindromul ochiului uscat.
Testul de osmolaritate a lacrimilor a fost propus ca test pentru sindromul ochiului uscat. Osmolaritatea lacrimilor poate fi o metodă mai sensibilă de diagnosticare și de clasificare a severității ochiului uscat comparativ cu colorarea corneeană și conjunctivală, timpul de rupere a lacrimilor, testul Schirmer și gradarea glandelor Meibomius. Alții au pus recent la îndoială utilitatea osmolarității lacrimilor în monitorizarea tratamentului ochiului uscat.

## Prevenire
Evitarea chirurgiei refractive (LASIK și PRK), limitarea utilizării lentilelor de contact, limitarea utilizării ecranului computerului și evitarea condițiilor de mediu pot reduce simptomele. Complicațiile pot fi prevenite prin utilizarea de picături și unguente umezitoare și lubrifiante.

## Tratament
Se pot utiliza o varietate de abordări pentru tratarea sindromului ochiului uscat. Abordările includ: evitarea factorilor de exacerbare (lucrurile care îl înrăutățesc), stimularea și suplimentarea lacrimilor, creșterea retenției lacrimilor, curățarea pleoapelor și tratamentul inflamației oculare.
Afecțiuni precum blefarita pot coexista adesea și acordarea unei atenții deosebite curățării pleoapelor dimineața și seara cu săpunuri ușoare și comprese calde poate îmbunătăți ambele afecțiuni.

### Evitarea factorilor exacerbatori și controlul mediului
Ochii uscați pot fi exacerbați de mediile cu fum, praf și aer condiționat și de tendința noastră naturală de a reduce frecvența clipitului atunci când ne concentrăm. Clipirea intenționată, în special în timpul utilizării computerului și odihnirea ochilor obosiți, sunt pași de bază care pot fi făcuți pentru a minimiza disconfortul. Frecarea ochilor îi poate irita și mai mult, așa că ar trebui evitată. Ar trebui evitate mediile uscate, cu curent și cele cu fum și praf. Aceasta include evitarea uscătoarelor de păr, încălzitoarelor, aparatelor de aer condiționat sau ventilatoarelor, în special atunci când aceste dispozitive sunt îndreptate spre ochi. Purtarea ochelarilor sau îndreptarea privirii în jos, de exemplu, prin scăderea ecranelor computerului, poate fi util pentru protejarea ochilor atunci când factorii de mediu agravanți nu pot fi evitați. Utilizarea unui umidificator, în special iarna, poate ajuta prin adăugarea de umiditate aerului uscat din interior.

### Stimularea lacrimală și suplimentarea
Pentru cazurile ușoare și moderate, lubrifierea suplimentară este cea mai importantă parte a tratamentului. Aplicarea de lacrimi artificiale este uneori sugerată la câteva ore și poate oferi o ușurare temporară. Majoritatea fluidelor lacrimale artificiale conțin polimeri mucoadezivi, cum ar fi acidul hialuronic, derivații de celuloză sau alcoolul polivinilic, ca lubrifianți. Acești polimeri rămân pentru o perioadă prelungită de timp pe suprafața oculară, legând cantități mari de apă. Prin atașarea covalentă a grupărilor tiol la astfel de polimeri, timpul de rezidență oculară poate fi îmbunătățit, deoarece tiomerii formează legături disulfidice cu subdomeniile bogate în cisteină ale glicoproteinelor de mucus pe suprafața oculară. Picături de ochi care conțin chitosan-N-acetilcisteină. Există multe tipuri diferite de lacrimi artificiale pe piață, totuși, nu există dovezi puternice care să sugereze că anumite formulări de lacrimi artificiale sunt superioare altora în tratarea ochiului uscat.

#### Picături oftalmice serice autologe
Uneori se recomandă utilizarea picăturilor oftalmice care conțin ser autolog (ser prelevat din sângele aceleiași persoane și utilizat într-o formulă de picături oftalmice) pentru a suplimenta lacrimile naturale. Compoziția serului are similitudini cu lacrimile naturale și poate imita acestea. Dovezile care susțin această abordare arată că serul autolog poate fi superior lacrimilor artificiale în ameliorarea simptomelor pe termen scurt, totuși, nu există dovezi puternice că picăturile oftalmice cu ser autolog sunt mai bune decât lacrimile artificiale sau soluția salină pentru ameliorarea simptomelor pe termen lung.

#### Opțiuni suplimentare
Unguentele lacrimale lubrifiante pot fi utilizate în timpul zilei, dar de obicei sunt utilizate la culcare din cauza vederii încețoșate după aplicare. Acestea conțin petrolatum alb, ulei mineral și lubrifianți similari. Ele servesc ca lubrifiant și emolient. Aplicarea necesită tragerea pleoapei inferioare în jos și aplicarea unei cantități mici (0,25 inci) în interior. În funcție de severitatea afecțiunii, se poate aplica de la fiecare oră până doar la culcare. Nu trebuie niciodată utilizat cu lentile de contact. Ochelarii special proiectați care formează o cameră de umiditate în jurul ochiului pot fi utilizați pentru a crea umiditate suplimentară.

### Medicațiet
Inflamația care apare ca răspuns la hipertonicitatea filmului lacrimal poate fi suprimată cu corticosteroizi topici ușori sau cu imunosupresoare topice, cum ar fi ciclosporina (Restasis, Vevye). Nivelurile crescute de NGF lacrimal pot fi scăzute cu 0,1% prednisolonă.

#### Corticosteroizi topici
Corticosteroizii topici sunt prescriși în mod obișnuit pentru cei al căror simptome ale sindromului ochiului uscat pot fi cauzate de inflamație și pot duce la o îmbunătățire mică până la moderată a simptomelor ochiului uscat în comparație cu lubrifianții sau tratamentul cu picături artificiale de lacrimi singur. Nu este clar dacă tratamentul cu corticosteroizi topici duce la o îmbunătățire a calității filmului lacrimal sau a cantității de lacrimi naturale. Există, de asemenea, riscuri de luat în considerare în cazul utilizării pe termen lung a tratamentului cu corticosteroizi topici, inclusiv un risc crescut de hipertensiune oculară, risc de dezvoltare a cataractei și risc crescut de infecții oculare. Pentru persoanele care pot beneficia de tratamentul cu corticosteroizi topici pentru sindromul ochiului uscat, regimul de tratament ideal, formularea preparatelor topice și echilibrul dintre riscurile potențiale ale acestui medicament nu sunt clare.

#### Ciclosporină
Ciclosporina topică (ciclosporină A topică, tCSA) 0,05% emulsie oftalmică este un imunosupresor care este frecvent utilizat pentru tratarea simptomelor sindromului ochiului uscat. Medicamentul reduce inflamația superficială cu scopul de a crește producția de lacrimi. Unele persoane găsesc ușurare și raportează o creștere a producției de lacrimi, totuși, dovezile privind eficacitatea din studiile clinice nu sunt puternice și deși unele persoane pot găsi ușurare, eficacitatea poate fi inconsistentă la diferite persoane. Tratamentul cu ciclosporină A prezintă și riscuri de efecte adverse care, în general, nu sunt grave, dar includ o senzație de arsură. Ciclosporina nu trebuie utilizată în timp ce purtați lentile de contact, în timpul infecțiilor oculare sau la persoanele cu antecedente de infecții cu virusul herpes. Efectele secundare includ senzație de arsură (comună), înroșire, secreții, ochi apoși, durere oculară, senzație de corp străin, mâncărime, înțepături și vedere încețoșată. Utilizarea pe termen lung a ciclosporinei în doze mari este asociată cu un risc crescut de cancer. Alternative generice mai ieftine sunt disponibile în unele țări.

#### Alte medicamente
Diquafosolul, un agonist al receptorului purinergic P2Y2, este aprobat în Japonia pentru tratarea sindromul ochiului uscat prin promovarea secreției de fluid și mucin din celulele conjunctivei, mai degrabă decât prin stimularea directă a glandelor lacrimale.
Lifitegrast a fost aprobat de FDA SUA pentru tratamentul afecțiunii în 2016.
Vareniclina (Tyrvaya de Oyster Point Pharma) a fost aprobată de FDA SUA pentru tratamentul sindromul ochiului uscat în octombrie 2021.
N-acetilcisteina orală (NAC), picăturile oftalmice pe bază de acid hialuronic și/sau de rebamipidă pot fi, de asemenea, eficiente pentru ochii uscați.
Perfluorohexiloctanul (Miebo) a fost aprobat pentru uz medical în Statele Unite în mai 2023.

### Conservarea lacrimilor
Există metode care permit atât lacrimilor naturale, cât și celor artificiale să rămână mai mult timp.
În fiecare ochi există două puncte lacrimale – mici deschideri care drenează lacrimile în canalele lacrimale. Există metode de închidere parțială sau completă a canalelor lacrimale. Acest lucru blochează fluxul de lacrimi în nas și, astfel, mai multe lacrimi sunt disponibile pentru ochi. Drenajul în unul sau ambele puncte lacrimale din fiecare ochi poate fi blocat.
Dopurile punctale sunt introduse în punctele lacrimale pentru a bloca drenajul lacrimilor. Nu este clar dacă dopurile punctale sunt eficiente în reducerea simptomelor sindromului ochiului uscat. Se crede că dopurile punctale sunt „relativ sigure”, totuși, utilizarea lor poate duce la epiforă (lacrimare), iar mai rar, la infecție gravă și umflare a sacului lacrimal unde se scurg lacrimile. Ele sunt rezervate pentru persoanele cu ochi uscat moderat sau sever, atunci când alte tratamente medicale nu au fost adecvate.
Dacă dopurile punctale sunt eficiente, se poate efectua cauterizarea termică sau electrică a punctelor lacrimale. În cauterizarea termică se utilizează un anestezic local, apoi se aplică un fir încins. Aceasta micșorează țesuturile zonei de drenaj și provoacă cicatrizare, ceea ce închide canalul lacrimal.

### Altele

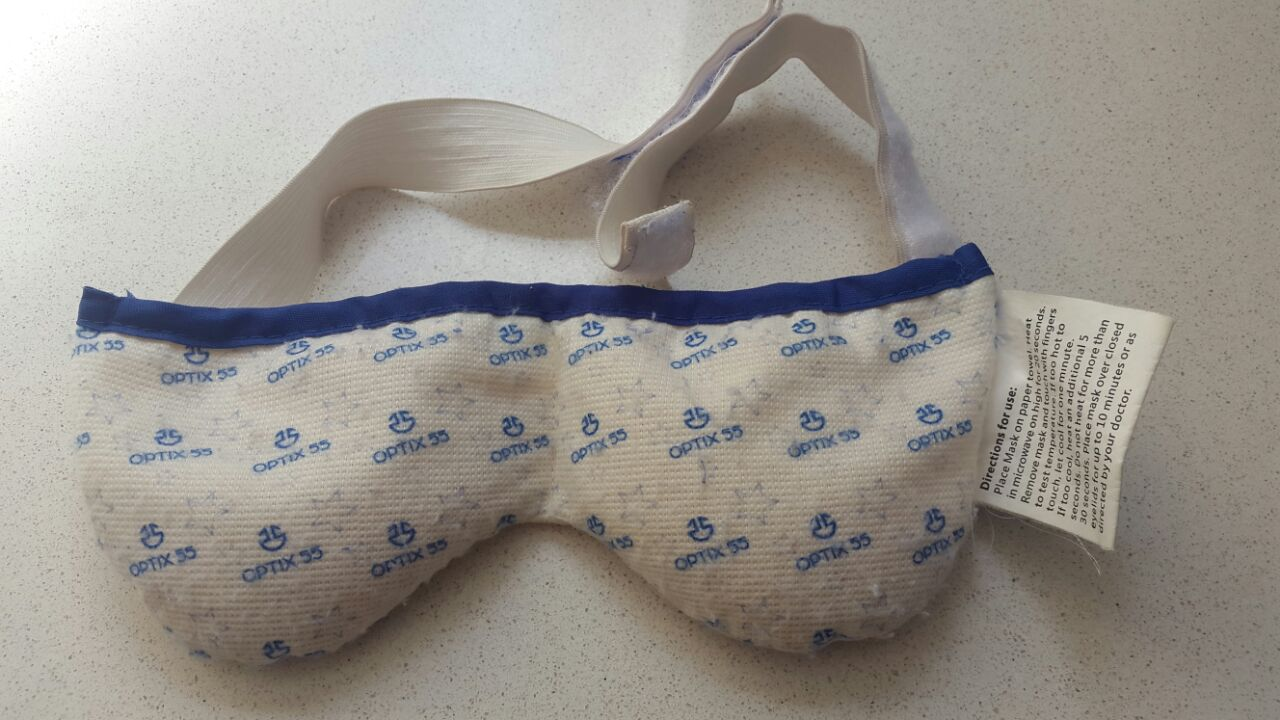
Comprese calde care pot fi încălzite la microunde pentru tratamentul zilnic

Există dovezi că suplimentarea cu omega-3 cu lanț lung poate fi utilă, totuși, probioticele, suplimentele de ulei de pește, in și cânepă (omega-3) nu par a fi eficiente în ameliorarea simptomelor.

### Intervenție chirurgicală
În cazurile severe de ochi uscat, se poate efectua tarsorafia, unde pleoapele sunt parțial cusute împreună. Acest lucru reduce fisura palpebrală (separarea pleoapelor), ducând ideal la o reducere a evaporării lacrimilor.

## Prognoză
Keratoconjunctivita sicca este de obicei o problemă cronică. Prognosticul său prezintă variații considerabile, în funcție de severitatea afecțiunii. Majoritatea oamenilor au cazuri ușoare până la moderate și pot fi tratați simptomatic cu lubrifianți. Acest lucru oferă o ameliorare adecvată a simptomelor.
Când simptomele de ochi uscat sunt severe, acestea pot interfera cu calitatea vieții. Oamenii simt uneori că vederea lor se încețoșează cu utilizarea sau iritația severă până la punctul în care au dificultăți în a-și ține ochii deschiși sau pot să nu poată lucra sau conduce.

## Epidemiologie
Keratoconjunctivita sicca este relativ comună în Statele Unite, în special la pacienții cu vârsta de 40 de ani sau mai mult. 10-20% dintre adulți experimentează keratoconjunctivita sicca. Aproximativ 1 până la 4 milioane de adulți (cu vârsta cuprinsă între 65 și 84 de ani) din SUA sunt afectați.
Deși persoanele cu boli autoimune au o probabilitate mare de a avea ochi uscați, majoritatea persoanelor cu ochi uscați nu au o boală autoimună. Cazurile de sindrom Sjögren și keratoconjunctivita sicca asociată cu acesta sunt prezente mult mai frecvent la femei, cu un raport de 9:1. În plus, formele mai ușoare de keratoconjunctivită sicca sunt, de asemenea, mai frecvente la femei. Acest lucru se datorează parțial modificărilor hormonale, cum ar fi cele care apar în timpul sarcinii, menstruației și menopauzei, care pot scădea producția de lacrimi.
În zonele lumii unde malnutriția este frecventă, deficitul de vitamina A este o cauză comună. Acest lucru este rar în Statele Unite ale Americii.
Nu există predispoziții rasiale pentru această boală.

## Cercetare
Se dezvoltă noi opțiuni de tratament. Sistemele de încălzire care încearcă să deblocheze glandele uleioase din ochi au unele dovezi preliminare de beneficiu.

## Sinonime
Alte denumiri pentru ochiul uscat includ sindromul ochiului uscat, keratoconjunctivita sicca, sindromul lacrimal disfuncțional, keratoconjunctivita lacrimală, deficit de lacrimi evaporative, deficit de lacrimi apoase și epiteliopatie neurotrofică indusă de LASIK.

## Utilizări veterinare
Printre alte animale, ochiul uscat poate apărea la câini, pisici și cai.

### Câini
Keratoconjunctivita sicca este frecventă la câini. Majoritatea cazurilor sunt cauzate de o predispoziție genetică, dar conjunctivita cronică, boala Carré și medicamente precum sulfasalazina și trimetoprim-sulfamida cauzează, de asemenea, boala. Simptomele includ înroșirea ochilor, o secreție galbenă sau verzuie, ulcerarea corneei, corneea pigmentată și vasele de sânge pe cornee. Diagnosticul se pune prin măsurarea producției de lacrimi cu un test Schirmer. O umezire de sub 15 mm cu lacrimi produse într-un minut este anormală.
Înlocuitorii de lacrimi sunt un pilon al tratamentului, preferabil conținând metilceluloză sau carboximetilceluloză. Ciclosporina stimulează producția de lacrimi și acționează ca un supresor asupra proceselor mediate imun care cauzează boala. Antibioticele și corticosteroizii topici sunt uneori utilizați pentru tratarea infecțiilor secundare și inflamației. O intervenție chirurgicală cunoscută sub numele de transpoziție a ductului parotidian este utilizată în unele cazuri extreme în care tratamentul medical nu a ajutat. Aceasta redirecționează ductul de la glanda salivară parotidă la ochi. Saliva înlocuiește lacrimile. Câinii cu „cherry eye” ar trebui să aibă afecțiunea corectată pentru a ajuta la prevenirea acestei boli.
Rasele cu un risc mai mare de ochi uscat comparativ cu alte rase includ:
- Cocker Spaniel american[67]
- Bloodhound[67]
- Boston Terrier[67]
- Bulldog englez[67]
- Cavalier King Charles Spaniel [67]
- Lhasa Apso [67]
- Schnautzer pitic[67]
- Pechinez[67]
- Mops[67]
- Samoed[67]
- Shih Tzu[67]
- West Highland White Terrier[67]

### Pisici
Keratoconjunctivita sicca este rară la pisici. Majoritatea cazurilor par a fi cauzate de conjunctivita cronică, în special secundară herpesvirusului felin. Diagnosticul, simptomele și tratamentul sunt similare cu cele pentru câini.